# 잭 로드웰
잭 크리스천 로드웰(Jack Christian Rodwell, 1991년 3월 11일 사우스포트 ~ )은 잉글랜드 출신의 프로 축구 선수이다. 그의 주 포지션은 미드필더이나 수비수의 위치에서도 활약이 가능하다. 에버턴 유소년 팀에서 선수 생활을 시작한 그는 2008년 3월에 있었던 선덜랜드와의 경기에서 팀 케이힐과의 교체를 통해 프리미어리그 무대에 데뷔했다.
프리미어리그에서 그 잠재력을 인정받은 그는 2012년 8월 12일 맨체스터 시티와 5년 계약을 체결했다.
선더랜드는 5일(이하 한국시간) 공식홈페이지를 통해 잭 로드웰 영입을 발표했다. 계약기간은 5년이다. 구체적인 이적료와 연봉 등 계약조건은 공개하지 않았지만 영국 공영방송인 BBC에 따르면 이적료는 1000만 파운드(약 173억 8000만원) 수준이다.
2018년 8월 24일, 블랙번 로버스와 단기 계약을 맺었다.
2020년 1월 3일, 셰필드 유나이티드와 단기 계약을 맺었다.